# 新石器时代奥克尼的中心

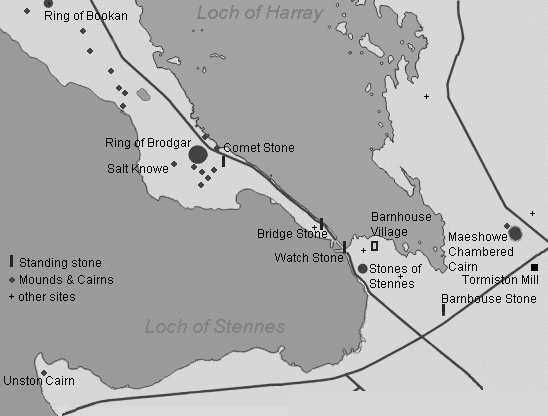
主要遗迹的位置

新石器时代奥克尼的中心（英語：Heart of Neolithic Orkney）是由奥克尼群岛的主岛上四个新石器时代遗迹组成的。在1999年由联合国教科文组织授予世界遗产称号。
新石器时代奥克尼的中心由下面四个遗迹构成：
1. 梅肖韦古墓 - 史前墓葬，内有墓室，位于苏格兰奥克尼群岛梅恩兰岛上的斯特罗姆内斯东北。呈圆锥形，圆周91米，周围挖有一条濠沟，深约27米。[1]
2. 布罗德盖石圈 - 这个石圈直径为104米，最初由60个石头构成，考古学家估计这些石块花费了80000个工时才完成。[2][3]
3. 斯丹尼斯立石 - 史前人类用来进行宗教仪式的场所，现存的立石位于连接斯丹尼斯湖（Loch of Stenness）和哈瑞湖（Loch of Harray）之间的海岬上。斯丹尼斯立石（Standing Stones of Stenness）名字中的"stane"来源于奥克尼人的方言，在古斯堪的那维亚语中的意思是“石岬”。[4][5]
4. 斯卡拉布雷新石器时代遗迹 - 是一个新石器时代人类定居点，位于苏格兰奥克尼群岛中最大的一个岛上的西海岸，这一带被叫做斯凯勒湾（Bay of Skaill）。斯卡拉布雷主要包括8所石头砌成的房子，1970年的碳放射测定发现，这些村落距今大约大约是公元前3180年-公元前2500年。[6]